# Sinal de Carnett
O sinal de Carnett é um achado de exame físico, no qual a dor abdominal (abdome agudo) aumenta ou não se altera com o estiramento da musculatura da parede abdominal. Para a execução deste teste, pode-se solicitar ao paciente que levante a cabeça e os ombros da mesa de exame para provocar o tensionamento dos músculos abdominais. Uma alternativa é pedir ao paciente que eleve ambas as pernas sem flexionar os joelhos.
Um teste positivo indica uma alta probabilidade de que a origem da dor está na parede e não na cavidade abdominal. O sinal de Carnett é negativo quando a dor diminui com a elevação da cabeça, apontando para uma causa intra-abdominal para a dor.
Este teste foi descrito pela primeira vez por John B. Carnett, em 1926.

## Ligação externa
- (em inglês) Vídeo demonstrando o teste de Carnett no exame clínico do abdome